# Saint-Laurent-de-Lin
Saint-Laurent-de-Lin – miejscowość i gmina we Francji, w Regionie Centralnym, w departamencie Indre i Loara.
Według danych na rok 1990 gminę zamieszkiwało 227 osób, a gęstość zaludnienia wynosiła 16 osób/km² (wśród 1842 gmin Regionu Centralnego Saint-Laurent-de-Lin plasuje się na 913. miejscu pod względem liczby ludności, natomiast pod względem powierzchni na miejscu 924.).